# Die Wanderhure
Die Wanderhure ist der erste Band einer gleichnamigen Romanreihe. Unter dem Pseudonym Iny Lorentz veröffentlichte das Autoren-Duo Iny Klocke und Elmar Wohlrath im Jahr 2004 diesen historischen Kriminalroman bei Knaur in München.

## Handlung
Die Handlung spielt in Südwestdeutschland zu Anfang des 15. Jahrhunderts (1410): Der begüterte Handelsherr und Witwer Matthis Schärer aus Konstanz will seine schöne und brave junge Tochter Marie dem Magister Ruppertus Splendidus, einem heimtückischen Advokaten und unehelichen Sohn eines Ritters, zur Frau geben. Ruppertus Splendidus aber lässt Marie unmittelbar nach der Verlobung zu Unrecht beschuldigen, sie habe schon mit mehreren Männern geschlafen und sei daher nicht mehr die ihm im Ehevertrag zugesicherte Jungfrau. Im Rahmen der Anschuldigungen wird Marie vergewaltigt, unschuldig verurteilt, ausgepeitscht und aus der Stadt verbannt. Ruppertus Splendidus lässt sich als Entschädigung für das angeblich falsche Eheversprechen das gesamte Eigentum von Matthis Schärer übereignen und sperrt Schärer heimlich ein, wo der Kaufmann an gesundheitlichen Problemen stirbt; den Toten lässt er heimlich begraben. Nur Maries einstiger Kinderfreund Michel Adler, der in sie verliebt ist, macht sich aus Konstanz auf, um der Verbannten zu helfen, verliert aber sogleich ihre Spur.
Die schwer verletzte Marie wird von einer umherziehenden Prostituierten gesundgepflegt und erklärt sich mangels Alternativen ebenfalls zu diesem Gewerbe bereit. Ihr Lebensziel wird die Rache an Ruppertus Splendidus und den Männern, die sie vergewaltigt haben. Als Prostituierte lernt sie unter anderem zwei Ritter kennen und gelangt an Dokumente, die Ruppertus Splendidus des Verrats, der Urkundenfälschung und anderer Verbrechen überführen. Zunächst nutzt sie die Unterlagen aber nicht, weil sie annimmt, dass sie aufgrund ihres gesellschaftlichen Status als Prostituierte keine Chance gegen den geachteten Advokaten hätte.
Als ein Mann Prostituierte für das vom Kaiser einberufene Konzil von Konstanz anwirbt und ihnen versichert, sie stünden während des Konzils unter Schutz vor gerichtlicher Verfolgung, kehrt Marie nach fünf Jahren zurück aus der Verbannung. In Konstanz trifft sie Michel Adler wieder, dem in der Zwischenzeit als Soldat ein gesellschaftlicher Aufstieg gelungen ist. Michel liebt Marie noch immer, sie aber will zunächst nichts von ihm wissen, weil sie meint, er sehe auf sie herab. Mit seiner Hilfe und der eines der ihr bekannten Ritter gelingt es ihr jedoch schließlich, die Schuld von Ruppertus Splendidus vor dem Kaiser persönlich nachzuweisen. Der Advokat und seine Handlanger werden hingerichtet; Marie hingegen wird von ihren Sünden freigesprochen, finanziell entschädigt und mit Michel verheiratet. Der bekommt eine Position als Burgvogt zugesprochen.

## Figuren
Eine Zahl in runden Klammern verweist auf die Seite in der Quelle oder in der Literaturstelle.
- Marie Schärer ist die Protagonistin des Buches. Zu Beginn ist sie eine blonde, schöne Jungfrau, die den Magister Ruppertus Splendidus heiraten soll. Nach der Vertreibung aus Konstanz wird sie zur Wanderhure.
- Matthis Schärer ist der Vater Maries. Er hat sich vom Enkel eines unfreien Knechts (319) zum Handelsherren der Freien Reichsstadt Konstanz (490) hochgearbeitet. Er hat die Heirat von Marie und Magister Ruppertus Splendidus eingefädelt, um sein Ansehen zu mehren.
- Mombert Flühi ist in Konstanz Böttchermeister und Maries Onkel. Er versucht durch drei Prozesse gegen Ruppertus Splendidus Marie von ihrer Schuld zu befreien, was ihn finanziell schwer belastet. Er hat eine Tochter namens Hedwig.
- Michel Adler ist Maries Jugendfreund und Sohn des Konstanzer Schankwirts Guntram Adler. Er ist in Marie verliebt, kann sie aber auf Grund des Standesunterschiedes nicht heiraten. Später wird er Hauptmann einer Rotte Fußknechte des Pfalzgrafen bei Rhein (424).
- Hiltrud ist eine Wanderhure, die Marie nach deren Vertreibung aus Konstanz das Leben rettet und zu ihrer besten Freundin wird (106, 249)
- Ruppertus Splendidus ist illegitimer Sohn des Reichsgrafen Heinrich von Keilburg und einer leibeigenen Magd. Als Advokat und Magister eignet er sich durch allerlei Tricks immer mehr Ländereien und Vermögen an. Er hat mit Matthis Schärer einen Heiratsvertrag geschlossen und ist somit Bräutigam Maries. Er hat aber überhaupt nicht vor, sie zu heiraten.
- Utz Käffli ist von Beruf eigentlich Fuhrmann. Er verdingt sich aber auch als Handlanger des Ruppertus Splendidus und bringt in dessen Auftrag mehrere Menschen um.
- Dietmar ist Ritter von Arnstein und der Gatte von Mechthild (248). Sie kämpfen darum, dass sie ihren Besitz nicht an den Reichsgrafen Heinrich von Keilburg abgeben müssen. In ihrer Ehe ist Mechthild die klügere und umsichtigere Person, die Dietmar Handlungen vorgibt.
- Jodokus ist Mönch und Schreiber des Ritters Dietmar. Er verrät seinen Herren, da er wichtige Dokumente vernichtet. Später nennt er sich Ewald von Marburg (380) und will Ruppertus Splendidus erpressen, wird dafür aber von Utz Käffli ermordet.

## Rezension
Die Wanderhure wurde von Hilal Sezgin in der Zeit als negatives Beispiel für das Genre des historischen Romans angesehen, was sowohl die wenig akribische Darstellung des Hintergrundes als auch die Sprache betrifft.

## German Audio Book Award Gold
Im November 2011 wurde das Hörbuch der Wanderhure vom Bundesverband Musikindustrie mit dem German Audio Book Award Gold, dem Pendant zur Goldenen Schallplatte, ausgezeichnet.

## Verfilmung
Der Roman wurde als „Die Wanderhure“ von Regisseur Hansjörg Thurn verfilmt. Das Drehbuch schrieb Gabriele Kister. Am 5. Oktober 2010 wurde die Koproduktion von SAT.1 und dem ORF das erste Mal ausgestrahlt.

## Bühnenfassung
Am 25. Juni 2014 feiert die Bühnenfassung von Die Wanderhure bei den Bad Hersfelder Festspielen Premiere. Für die Stiftsruine hat Gerold Theobalt den Roman bearbeitet. Er legt den Schwerpunkt des Stückes auf die historische Entwicklung des ausgehenden Mittelalters. Regie der Bühnenpremiere führt Janusz Kica.

## Fortsetzungen
- 2005: Die Kastellanin (Film: Die Rache der Wanderhure)
- 2006: Das Vermächtnis der Wanderhure (Film: Das Vermächtnis der Wanderhure)
- 2009: Die Tochter der Wanderhure
- 2011: Töchter der Sünde
- 2014: Die List der Wanderhure
- 2018: Die Wanderhure und die Nonne
- 2021: Die Wanderhure und der Orientalische Arzt
- 2023: Die junge Wanderhure
- 2024: Die Wanderhure. Intrigen in Rom

## Ausgabe
- Iny Lorentz: Die Wanderhure. Roman. Knaur, München 2004, ISBN 3-426-66112-8; als Taschenbuch 2005, ISBN 3-426-62934-8.